# 미즈노야 키요미
미즈노야 키요미(일본어: 水の也 清美 みずのや きよみ[*], 1916년 8월 18일 - 몰년 미상)는 일본의 배우이다. 효고현 고베시 출신이다. 본명은 미즈타니 사다(水谷 貞)이다. 다카라즈카 재단 시절의 예명은 사콘 야에코 (左近 八重子)이다. 애칭은 "사아짱"이다.

## 약력ㆍ인물
도쿄부립 제5고등여학교 (현 도쿄도립 후지고등학교ㆍ부속 중학교)를 거쳐 다카라즈카 음악가극학교 (현 다카라즈카 음악학교)에 들어갔다. 1931년, 다카라즈카 소녀 가극단 21기생으로 입단하였다. 동기로는 토도로키 유키코, 핫토리 토미코 등이 있다. 1932년 4월, 『후피 걸』로 초무대를 밟았다.
1940년에 다카라즈카 가극단을 퇴단하였다. 물랑루즈 신주쿠좌 등에서 무대 생활을 계속했지만, 1955년에 토호에 입사했다. 같은 해, 미즈노야 키요미(水の也清美)로 개명해, 쿠로사와 아키라 감독의 영화 『산 자의 기록(生きものの記録)』에 단역으로 첫 출연하였다. 이후, 희극영화를 중심으로 조연으로 활약했다.
그러나, 1965년, 타니구치 센키치 감독의 영화 『바보와 가위(馬鹿と鋏)』 이후, 출연 작품이 없고, 이후 소식도 알려지지 않았다. 숙모로 배우 초대 미즈타니 야에코가 있다.